# Siegfried Vollrath
Siegfried Vollrath, né le 1er septembre 1928 à Erfurt en Thuringe et mort le 28 novembre 2018 dans la même ville, est un joueur puis entraîneur de football est-allemand.

## Biographie

### Joueur
Siegfried Vollrath évolue tout d'abord avec l'équipe de jeunes du SC Erfurt. Pendant la Seconde Guerre mondiale, il met entre parenthèses sa carrière et ce jusqu'en 1949 avant de reprendre avec le SC Erfurt, le SG Fortuna, le BSG KWU et Turbine. 
En 1950, il fait ses débuts d'avant-centre en DDR-Oberliga. Durant la saison 1954, il inscrit 21 buts et termine meilleur buteur ex æquo avec Heinz Satrapa. 
Il remporte le championnat avec le Turbine Erfurt. Il aura en tout joué pas moins de 143 matchs en Oberliga, et a inscrit pas moins de 71 buts. En FDGB-Pokal, il inscrivit 11 buts en 15 buts. Il met un terme à sa carrière avec les Turbine Erfurt en 1959 contre le Dynamo Erfurt.

### Entraîneur
Entre 1963 et 1971, Siegfried Vollrath est entraîneur des jeunes de l'ancien club de sa ville natale du Turbine Erfurt (devenu le FC Rot-Weiß Erfurt en 1966). 
En 1971, il prend la tête de l'équipe senior du club. Durant la saison 1974/75, il prend les rênes du club du Motor Rudisleben, avant de partir entraîner le Lok Erfurt puis le Motor Weimar en 1977/78. Il entraîne ensuite de nombreuses autres équipes puis le Motor Weimar, son ultime club en 1989/90. 